# Боляновичі
Боляно́вичі — село в Україні, у Яворівському районі Львівської області. Населення становить 636 осіб. Орган місцевого самоврядування — Шегинівська сільська рада.

## Географія
На південно-східній околиці та у селі потоки Зазавка та Солотвина впадають у річку Бухту, а на північно-західній околиці — потік Чистина.

## Відомі люди
Уродженці
- Іриней Вігоринський (1893—1969) — український церковний діяч у Галичині і в Бразилії, ієромонах-василіянин, педагог, редактор; перед вступом до монастиря — поручник австро-угорської армії і сотник УГА.
- Ярослава Зорич (1917—2009) — канадська журналістка та громадська діячка.
- Венедикт Сютик (1919—1980) — український церковний діяч, священник УГКЦ в Канаді, Австрії та США, василіянин, доктор філософії, педагог.